# 叶榭站
叶榭站位于中华人民共和国上海市松江区叶榭镇济众路1688号，为金山铁路上的一个车站。建于1975年9月。办理金山铁路客运业务，货运不办理货物发送、到达业务。

## 车站结构

### 站房
叶榭站站房为侧式站房，面积2000平方米。站房设有一座候车室、一个售票厅，但售票系统设在候车室内而不在预定的售票厅内；进站口设在车站正门，进站后即是安检处，旅客需接受安检才能被允许进站；安检左侧是候车处、卫生间和实际上的售票处，设有两台自动售票机。服务中心设在候车室中央，提供交通卡充值、问询等服务。进出站闸机则各设在问讯处两侧。
- 叶榭站候车室
- 车站地道
- 金山铁路上海南站方向，右边系货运点

### 站场
叶榭站有5条股道，其中4条为金山城际铁路所用，3条为侧线；中间设有2条正线，系金山正线。
| 侧式站台 |                                 |
| 1站台    | 金山铁路 往上海南方向（车墩站） |
| 通过线   | 金山铁路上行列车通过线          |
| 通过线   | 金山铁路下行列车通过线          |
| 侧线     | 金山铁路                        |
| 2站台    | 金山铁路 往金山卫方向（亭林站） |
| 侧式站台 |                                 |

## 接驳公交
| 叶榭站   | 叶榭站       | 叶榭站 | 叶榭站         | 叶榭站   |
| 编号     | 路线         | 路线   | 路线           | 备注     |
| -------- | ------------ | ------ | -------------- | -------- |
| 882      | 南桥汽车站   | ⇆      | 叶榭站         | 原南叶线 |
| 1825     | 叶榭站       | ↺      | 叶榭站         | 单环线   |
| 1826     | 叶榭站       | ⇆      | 大叶公路东勤路 |          |
| 松江31路 | 松江汽车东站 | ⇆      | 叶榭站         | 原松张线 |
| 松江36路 | 松江汽车东站 | ⇆      | 叶榭站         |          |
| 松江65路 | 马桥村       | ⇆      | 叶榭站         |          |